# O Gran Camiño 2022
1. ročník etapového cyklistického závodu O Gran Camiño se konal mezi 24. a 27. únorem 2022 v autonomním společenství Galicie ve Španělsku. Celkovým vítězem se stal Španěl Alejandro Valverde z týmu Movistar Team. Na druhém a třetím místě se umístili Kanaďan Michael Woods (Israel–Premier Tech) a Ukrajinec Mark Padun (EF Education–EasyPost). Závod byl součástí UCI Europe Tour 2022 na úrovni 2.1.

## Týmy
Závodu se zúčastnilo 4 z 18 UCI WorldTeamů, 8 UCI ProTeamů a 5 UCI Continental týmů. Všechny týmy nastoupily na start se sedmi závodníky kromě týmů Cofidis, EF Education–EasyPost a Human Powered Health, které přijely s šesti závodníky. David Livramento (Atum General–Tavira–AP Maria Nova Hotel) se nepostavil na start 1. etapy, závod tak odstartovalo 115 závodníků. Do cíle ve městě Sarria dojelo 109 z nich.
UCI WorldTeamy
- Cofidis
- EF Education–EasyPost
- Israel–Premier Tech
- Movistar Team

UCI ProTeamy
- Bardiani–CSF–Faizanè
- Burgos BH
- Caja Rural–Seguros RGA
- Drone Hopper–Androni Giocattoli
- Eolo–Kometa
- Equipo Kern Pharma
- Euskaltel–Euskadi
- Human Powered Health

UCI Continental týmy
- Atum General–Tavira–AP Maria Nova Hotel
- Efapel Cycling
- Manuela Fundación
- Rádio Popular–Paredes–Boavista
- W52–FC Porto

## Trasa a etapy
| Etapa         | Datum         | Trasa                          | Vzdálenost    | Typ      | Typ                  | Vítěz                    |
| ------------- | ------------- | ------------------------------ | ------------- | -------- | -------------------- | ------------------------ |
| 1             | 24. února     | O Porriño – Vigo               | 165 km        |          | Zvlněná etapa        | Magnus Cort (DEN)        |
| 2             | 25. února     | Bertamiráns – Mirador de Ézaro | 177,6 km      |          | Zvlněná etapa        | Michael Woods (CAN)      |
| 3             | 26. února     | Maceda – Luintra               | 148,4 km      |          | Horská etapa         | Alejandro Valverde (ESP) |
| 4             | 27. února     | Sarria – Sarria                | 15,8 km       |          | Individuální časovka | Mark Padun (UKR)         |
| Celková délka | Celková délka | Celková délka                  | Celková délka | 506,8 km | 506,8 km             | 506,8 km                 |

## Průběžné pořadí
| Etapa          | Vítěz              | Celkové pořadí     | Bodovací soutěž    | Vrchařská soutěž | Soutěž mladých jezdců | Soutěž týmů         |
| -------------- | ------------------ | ------------------ | ------------------ | ---------------- | --------------------- | ------------------- |
| 1              | Magnus Cort        | Magnus Cort        | Magnus Cort        | Jon Barrenetxea  | Jon Barrenetxea       | Movistar Team       |
| 2              | Michael Woods      | Michael Woods      | Antonio Angulo     | Jon Barrenetxea  | Filippo Zana          | Israel–Premier Tech |
| 3              | Alejandro Valverde | Michael Woods      | Alejandro Valverde | Iván Sosa        | Igor Arrieta          | Movistar Team       |
| 4              | Mark Padun         | Alejandro Valverde | Alejandro Valverde | Iván Sosa        | Igor Arrieta          | Movistar Team       |
| Konečné pořadí | Konečné pořadí     | Alejandro Valverde | Alejandro Valverde | Iván Sosa        | Igor Arrieta          | Movistar Team       |

- Ve 2. etapě nosil Giovanni Lonardi, jenž byl druhý v bodovací soutěži, fialový dres, protože lídr této klasifikace Magnus Cort nosil žlutý dres vedoucího závodníka celkového pořadí.
- Ve 2. etapě nosil Erik Fetter, jenž byl druhý v soutěži mladých jezdců, bílý dres, protože lídr této klasifikace Jon Barrenetxea nosil modrý dres vedoucího závodníka vrchařské soutěže.

## Konečné pořadí
| Legenda | Legenda                         | Legenda | Legenda                               |
| ------- | ------------------------------- | ------- | ------------------------------------- |
|         | Označuje lídra celkového pořadí |         | Označuje lídra vrchařské soutěže      |
|         | Označuje lídra bodovací soutěže |         | Označuje lídra soutěže mladých jezdců |

### Celkové pořadí
| Pořadí | Jezdec                   | Tým                   | Čas         |
| ------ | ------------------------ | --------------------- | ----------- |
| 1      | Alejandro Valverde (ESP) | Movistar Team         | 12h 35' 55" |
| 2      | Michael Woods (CAN)      | Israel–Premier Tech   | + 7"        |
| 3      | Mark Padun (UKR)         | EF Education–EasyPost | + 1' 49"    |
| 4      | Rubén Fernández (ESP)    | Cofidis               | + 1' 55"    |
| 5      | Iván Sosa (COL)          | Movistar Team         | + 1' 57"    |
| 6      | Jon Izagirre (ESP)       | Cofidis               | + 2' 11"    |
| 7      | Igor Arrieta (ESP)       | Equipo Kern Pharma    | + 2' 35"    |
| 8      | Urko Berrade (ESP)       | Equipo Kern Pharma    | + 2' 54"    |
| 9      | Jesús Herrada (ESP)      | Cofidis               | + 3' 01"    |
| 10     | Jakob Fuglsang (DEN)     | Israel–Premier Tech   | + 3' 04"    |

### Bodovací soutěž
| Pořadí | Jezdec                   | Tým                   | Body |
| ------ | ------------------------ | --------------------- | ---- |
| 1      | Alejandro Valverde (ESP) | Movistar Team         | 119  |
| 2      | Michael Woods (CAN)      | Israel–Premier Tech   | 77   |
| 3      | Antonio Angulo (ESP)     | Euskaltel–Euskadi     | 77   |
| 4      | Rubén Fernández (ESP)    | Cofidis               | 56   |
| 5      | Óscar Cabedo (ESP)       | Burgos BH             | 49   |
| 6      | Mark Padun (UKR)         | EF Education–EasyPost | 47   |
| 7      | Iván Sosa (COL)          | Movistar Team         | 41   |
| 8      | Jetse Bol (NED)          | Burgos BH             | 37   |
| 9      | Jon Izagirre (ESP)       | Cofidis               | 34   |
| 10     | Jesús Herrada (ESP)      | Cofidis               | 30   |

### Vrchařská soutěž
| Pořadí | Jezdec                   | Tým                    | Body |
| ------ | ------------------------ | ---------------------- | ---- |
| 1      | Iván Sosa (COL)          | Movistar Team          | 20   |
| 2      | Alejandro Valverde (ESP) | Movistar Team          | 13   |
| 3      | Michael Woods (CAN)      | Israel–Premier Tech    | 13   |
| 4      | Jon Barrenetxea (ESP)    | Caja Rural–Seguros RGA | 8    |
| 5      | Simon Geschke (GER)      | Cofidis                | 5    |
| 6      | Gorka Izagirre (ESP)     | Movistar Team          | 4    |
| 7      | Antonio Angulo (ESP)     | Euskaltel–Euskadi      | 4    |
| 8      | Derek Gee (CAN)          | Israel–Premier Tech    | 3    |
| 9      | Joaquim Silva (POR)      | Efapel Cycling         | 3    |
| 10     | Diego Camargo (COL)      | EF Education–EasyPost  | 3    |

### Soutěž mladých jezdců
| Pořadí | Jezdec                    | Tým                    | Čas         |
| ------ | ------------------------- | ---------------------- | ----------- |
| 1      | Igor Arrieta (ESP)        | Equipo Kern Pharma     | 12h 38' 30" |
| 2      | Filippo Zana (ITA)        | Bardiani–CSF–Faizanè   | + 51"       |
| 3      | Alex Molenaar (NED)       | Burgos BH              | + 2' 46"    |
| 4      | Ibon Ruiz (ESP)           | Equipo Kern Pharma     | + 9' 49"    |
| 5      | Unai Iribar (ESP)         | Euskaltel–Euskadi      | + 10' 20"   |
| 6      | Carlos Canal (ESP)        | Euskaltel–Euskadi      | + 12' 25"   |
| 7      | Jon Barrenetxea (ESP)     | Caja Rural–Seguros RGA | + 17' 34"   |
| 8      | Erik Fetter (HUN)         | Eolo–Kometa            | + 17' 43"   |
| 9      | Savva Novikov (RUS)       | Equipo Kern Pharma     | + 18' 38"   |
| 10     | Alessandro Fancellu (ITA) | Eolo–Kometa            | + 18' 57"   |

### Soutěž týmů
| Pořadí | Tým                                     | Čas         |
| ------ | --------------------------------------- | ----------- |
| 1      | Movistar Team                           | 37h 53' 08" |
| 2      | Cofidis                                 | + 1' 22"    |
| 3      | Israel–Premier Tech                     | + 4' 31"    |
| 4      | Equipo Kern Pharma                      | + 7' 33"    |
| 5      | Caja Rural–Seguros RGA                  | + 16' 11"   |
| 6      | Drone Hopper–Androni Giocattoli         | + 20' 38"   |
| 7      | Atum General–Tavira–AP Maria Nova Hotel | + 23' 48"   |
| 8      | Burgos BH                               | + 25' 08"   |
| 9      | Euskaltel–Euskadi                       | + 28' 47"   |
| 10     | Efapel Cycling                          | + 28' 51"   |